# Winasm studio
WinAsm Studio — це інтегроване середовище для розробки (IDE) програм на мові асемблера в ОС Windows. Автор — Antonis Kyprianou.
Безпосередньо підтримуються асемблери MASM та POASM, що дозволяє розробляти програми для DOS та Windows, але за допомогою надбудови FASM є можливість використовувати асемблер FASM або будь-який інший, навіть такі, що будують програми для інших операційних систем та процесорів, а також є можливість використовувати емулятори для запуска чи відлагоджування програм.

## Можливості
- Підсвітлення синтаксису
- Автозавершення коду
- Розпізнання блоків та навігація по ним
- Швидке створення нових проектів з шаблонів
- Графічний редактор ресурсів
- Перенаправлення повідомлень асемблера у вікно IDE
- Швидкий перехід до рядка із помилкою
- Розширення за рахунок надбудов
- Наявність українського інтерфейсу (є можливість його коригування)